# William Aiton
Pour les articles homonymes, voir Aiton (homonymie).
William Aiton (1731, près de Hamilton, Lanarkshire - 2 février 1793, Londres) est un botaniste britannique d'origine écossaise.

## Biographie
William Aiton est né en 1731 près d'Hamilton, dans le Lankashire. Il apprend le jardinage, puis quitte son pays natal pour gagner Londres en 1754 où il devient l'assistant de Philip Miller (1691-1771), alors superintendant du Jardin botanique de Chelsea.
En 1759, il est engagé dans les nouveaux Jardins botaniques royaux de Kew créés à l'initiative de la princesse Augusta de Saxe-Gotha-Altenbourg (1719-1772), le jardinier de cette dernière, John Haverfield (1695-1784) ne pouvant assumer cette nouvelle tâche,. Il y travaille jusqu'à sa mort. Il apporte de nombreuses modifications aux jardins de Kew et il publie en 1789 le catalogue des espèces qui y sont cultivées, le Hortus Kewensis. Une seconde édition, augmentée, est publiée en 1810-1813 par son fils William Townsend Aiton (1766-1849), qui lui succède aux jardins de Kew.
Il meurt le 2 février 1793 à Londres. Il est enterré près de l'église Sainte-Anne, à Kew.